# Adam Freier
Pour les articles homonymes, voir Freier.

a Compétitions nationales et continentales officielles uniquement.

b Matchs officiels uniquement.
Dernière mise à jour le 3 mars 2025.
Adam Freier, né le 20 mars 1980 à Sydney (Australie), est un joueur de rugby à XV ayant joué avec l'équipe d'Australie entre 2002 et 2008. Il évolue au poste de talonneur (1,75 m pour 98 kg).

## Carrière

### En club
Adam Freier représente les équipes de Super Rugby des Brumbies, Waratahs et Melbourne Rebels.
Il joue également entre 2003 et 2020 avec le club de Randwick en Shute Shield.

### En équipe nationale
Il a eu sa première sélection le 2 novembre 2002 contre l'équipe d'Argentine.

## Palmarès

### En club et province
- 102 matchs de Super Rugby : 6 avec les Brumbies, 80 avec les Waratahs et 16 avec les Rebels.

### En équipe nationale
- Nombre de matchs avec l'Australie : 25.
- 2 essais marqués (10 points).
- Sélections par année : 4 en 2002, 2 en 2003, 1 en 2005, 1 en 2006, 12 en 2007, 5 en 2008.
- Participation à la Coupe du monde 2007 (5 matchs, 1 comme titulaire)